# Маргарет, Анна
Анна Маргарет Коллинз (англ. Anna Margaret Collins; род. 12 июня 1996) — американская певица, актриса и автор песен. Она стала известной, когда исполнила саундтрек к оригинальному фильму Disney Channel «Звёздная болезнь».

## Ранняя жизнь
Анна Маргарет родилась в городе Лекомпте, но росла в городе Александрия, штат Луизиана. У Анны Маргарет большая семья состоящая из её матери Эми Коллинс, её отца, сестры Элли, старше её на одиннадцать лет, и брата Гранта, старше её на девять лет. Когда ей было шесть лет, она впервые выступила на шоу талантов, а также брала уроки вокала. На выходные её семья поехала в Новый Орлеан на прослушивание и курсы актёрского мастерства, надеясь, что она сможет стать певицей. Одно из таких прослушиваний прошло в Лос-Анджелесе. Сейчас Анна живёт в Александрии.
Свои выходные Анна Маргарет проводит волонтёром в Лос-Анджелесе, хотя кроме пения, она также работает моделью.
Когда она была ребенком, ей пришлось отказаться от выступления в конкурентоспособной команде по художественной гимнастике, чтобы она смогла продолжить свою музыкальную карьеру. После этого её перевели из частной школы на домашнее обучение. Помимо всего этого, она интересуется серфингом, баскетболом, сноубордингом и конным спортом.

## Дискография

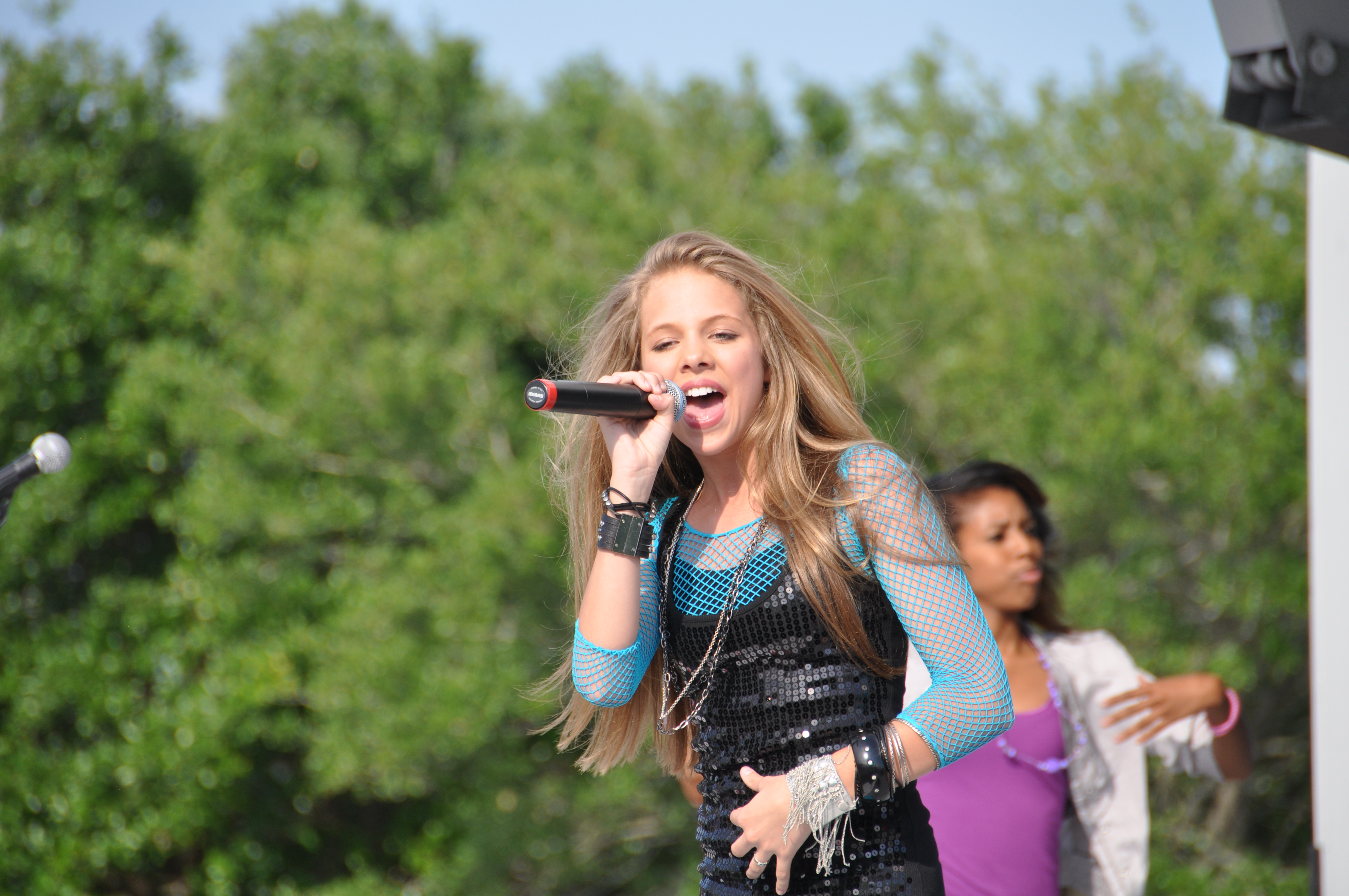
Выступление Анны Маргарет

### Синглы
| Год  | Название                     | Альбом                     |
| ---- | ---------------------------- | -------------------------- |
| 2009 | Let It Snow                  | All Wrapped Up Vol. 2      |
| 2010 | Something About The Sunshine | Звёздная болезнь           |
| 2010 | New Boyfriend                | Звёздная болезнь           |
| 2010 | Girl Thing                   | Брат Ден                   |
| 2011 | I Wanna Go                   | Summer Nightastic          |
| 2011 | Speechless                   | TBA                        |
| 2011 | All Electric                 | Shake It Up: Break It Down |

## Музыкальные видео
| Год  | Название                       | Альбом           |
| ---- | ------------------------------ | ---------------- |
| 2010 | «Something About the Sunshine» | Звёздная болезнь |
| 2010 | «Girl Thing»                   | Брат Ден         |
| 2010 | «Speechless»                   | TBA              |

## Фильмография
| Кино / Сериалы     | Кино / Сериалы          | Кино / Сериалы          | Кино / Сериалы                                  |
| Год                | Название                | Роль                    | Заметки                                         |
| ------------------ | ----------------------- | ----------------------- | ----------------------------------------------- |
| 2008               | B.T.K.                  | Сара                    | в роли Анны Маргарет Коллинс                    |
| 2010               | Be Good to Eddie Lee    | Кристи                  | короткометражка                                 |
| 2012 — наст. время | Maggie All Pop Star!    | Маргарет «Мэгги» Тайлор | Второстепенная роль/Nickelodeon Original Series |
| 2014               | Игра на высоте          | Лори                    |                                                 |
| 2017               | Камень, ножницы, бумага | Зое Палмер              | Фильм ужасов Тома Холланда                      |